# Slaven Zambata
Slaven Zambata (24. září 1940, Sinj – 29. října 2020, Záhřeb) byl jugoslávský fotbalista chorvatské národnosti, útočník.

## Fotbalová kariéra
Začínal v týmu NK Junak Sinj. V jugoslávské lize hrál za NK Dinamo Záhřeb, nastoupil ve 174 ligových utkáních, dal 92 gólů a s týmem čtyřikrát vyhrál jugoslávský fotbalový pohár. Kariéru zakončil v Belgii v týmu KSV Waregem a KVV Crossing Elewijt a v Rakousku v Radenthein/Villacher SV. V Poháru vítězů pohárů v 11 utkáních a dal 2 góly a ve Veletržním poháru nastoupil ve 26 utkáních a dal 11 gólů. Celkem za reprezentaci Jugoslávie nastoupil v letech 1962-1968 ve 31 utkáních a dal 21 gólů. Byl členem jugoslávské reprezentace na LOH 1964 v Tokiu, nastoupil v 5 utkáních a dal 5 gólů.

## Ligová bilance
| Ročník                                  | Zápasy | Góly | Klub                    |
| --------------------------------------- | ------ | ---- | ----------------------- |
| Jugoslávská Prva liga 1959/1960         | 3      | 0    | NK Dinamo Záhřeb        |
| Jugoslávská Prva liga 1960/1961         | 7      | 2    | NK Dinamo Záhřeb        |
| Jugoslávská Prva liga 1961/1962         | 12     | 3    | NK Dinamo Záhřeb        |
| Jugoslávská Prva liga 1962/1963         | 23     | 16   | NK Dinamo Záhřeb        |
| Jugoslávská Prva liga 1963/1964         | 24     | 14   | NK Dinamo Záhřeb        |
| Jugoslávská Prva liga 1964/1965         | 21     | 6    | NK Dinamo Záhřeb        |
| Jugoslávská Prva liga 1965/1966         | 25     | 19   | NK Dinamo Záhřeb        |
| Jugoslávská Prva liga 1966/1967         | 23     | 13   | NK Dinamo Záhřeb        |
| Jugoslávská Prva liga 1967/1968         | 6      | 3    | NK Dinamo Záhřeb        |
| Jugoslávská Prva liga 1968/1969         | 27     | 6    | NK Dinamo Záhřeb        |
| 1. belgická liga 1969/1970              | 14     | 6    | KSV Waregem             |
| 1. belgická liga 1970/1971              | 20     | 10   | KSV Waregem             |
| 1. belgická liga 1971/1972              | 23     | 3    | KVV Crossing Elewijt    |
| Jugoslávská Prva liga 1972/1973         | 3      | 0    | NK Dinamo Záhřeb        |
| Rakouská fotbalová Bundesliga 1973/1974 | 11     | 5    | Radenthein/Villacher SV |
| CELKEM 1. jugoslávská liga              | 174    | 92   |                         |
| CELKEM 1. belgická liga                 | 57     | 19   |                         |
| CELKEM Rakouská fotbalová Bundesliga    | 11     | 5    |                         |